# Camillina desecheonis
Camillina desecheonis är en spindelart som först beskrevs av Alexander Petrunkevitch 1930.  Camillina desecheonis ingår i släktet Camillina och familjen plattbuksspindlar.
Artens utbredningsområde är Puerto Rico. Inga underarter finns listade.